# Zhang Gaoli

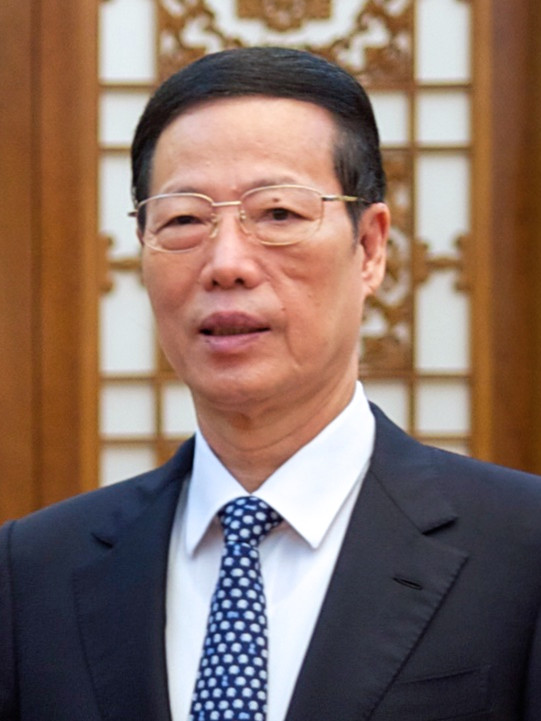
Zhang Gaoli am 11. November 2014 in Peking

Zhang Gaoli (chinesisch 张高丽, Pinyin Zhāng Gāolì; * November 1946 in Jinjiang, Provinz Fujian) ist ein chinesischer kommunistischer Politiker. Von 2013  bis 2018 war er Erster Vize-Premierminister.

## Werdegang
In den Jahrzehnten seines Aufstiegs in Staat und Partei galt Zhang als zurückhaltend.
Zhang ist ein Absolvent der Xiamen-Universität. Er begann seine Karriere 1970 bei einem Mineralölunternehmen in Guangdong. Im Jahr 1988 wurde er Vizegouverneur. 1997 wechselte er als Parteisekretär nach Shenzhen. Nach drei Jahrzehnten in Guangdong war er seit 2001 Vizeparteisekretär und seit 2002 Parteisekretär in Shandong. Von 2007 bis November 2012 war Zhang Sekretär des Parteikomitees der KPCh der regierungsunmittelbaren Stadt Tianjin. In dieser Zeit investierte die Zentralregierung massiv in die Entwicklung des Finanzviertels Yujiapu; die Wachstumsrate der Stadt lag im Jahr 2011 bei 16,4 Prozent, was Beobachter als Empfehlung für Zhangs weitere Karriere ansahen. Die für China zu dieser Zeit recht typische schuldenfinanzierte Natur des Infrastrukturprojektes wurde von Beobachtern aber auch teilweise kritisch beurteilt.
Zhang war von 2007 bis 2017 Mitglied des Politbüros der Kommunistischen Partei Chinas. Von 2012 bis 2017 war er Mitglied des Ständigen Ausschusses des Politbüros und von 2013  bis 2018 Vize-Premierminister des Staatsrats der Volksrepublik China. Sein Nachfolger ist Han Zheng.
Im Rahmen der chinesischen MeToo-Bewegung warf die chinesische Tennisspielerin Peng Shuai Zhang im November 2021 in einem Posting im chinesischen sozialen Netzwerk Weibo vor, sie sexuell missbraucht zu haben. Peng und Zhang sollen 2011 eine kurze Beziehung geführt haben, zu dem Übergriff soll es 2018 gekommen sein. Nach dem Aufkommen der Vorwürfe verschwand Peng aus der Öffentlichkeit. Weder eine angebliche Mail von Peng, in der sie sage, dass es ihr gutgehe, noch Videoaufnahmen aus einem Restaurant sowie ein Videotelefonat mit Thomas Bach überzeugten den Damentennisverband und andere Beobachter davon, dass sie ohne Zwang handeln könne.